# Living history
Living history eller levende historie er en aktivitet, der bruger historiske værktøjer, aktiviteter og dragter i en interaktiv præsentation, der søger at give observatørerne og deltagterne en følelse af at træde tilbage i tiden til en given historisk periode. Selvom det ikke nødvendigvis forsøger at genskabe en bestemt begivenhed i historien, er living history ofte med i reenactment. Living history er også en pædagogisk og uddannelsesmæssig formidlingsmetode, som bliver brugt af mange frilandsmuseer, historiske steder, skoler og historiske reenactmentgrupper til at uddanne offentligheden eller deres egne medlemmer i bestemte dele af historien som klædedragter, håndværk, tidsfordriv eller blot for at formidle hverdagen i en given periode.

## Baggrund
Living historys mål med at skabe autenticitet handler mindre om at genskabe en bestemt begivenhed efter et fastlagt manuskript, som inden for andre grene af reenactment. Det handler mere om fordybelse for deltageren i en bestemt periode og muligheden for at opleve en del af, hvad Walter Benjamin beskriver som 'spirituel besked udtrykt i ethvert tidspunkt og på ethvert steds egen "arv" og "aura"', selv i Age of Mechanical Reproduction.
Et tidligt eksempel på den spirituelle og futuristiske side af living history findes i Guido Lists bog Der Wiederaufbau von Carnuntum (Wien 1900), der foreslår at man genopbygger den romerske Carnuntum militærlejr i Wiens nabolag som en del af en forlystelsespark. List, der selv var højreorienteret nyhedning (neopagan), bad sine tjenestefolk om at være i historisk tøj. Han bad også alle sine gæster til at klæde om til historiske klæder og beskrev ritualet som at være "in-game"- og "out-game"-status for at øge fordybelsen i oplevelsen..
Termen "living history" beskrive udførslen af at bringe historien til live for offentligheden på en rimelig fri måde. Deltagerne er ikke så begrænsede i deres handlinger, men skal blive på et bestemt sted eller i en bestemt bygning. Den historisk præsentation inkluderer alt fra velundersøgte forsøg på at genskabe kendte historiske begivenheder med et uddannelsesmæssigt formål, til opførelsler af skuespils-agtig karakter, til konkurrenceprægede begivenheder, der har underholdning for øje. Linjen mellem amatører og professionelles præsentationer på living history museer kan være meget udvisket, og nogle kan grænse til liverollespil.
Mens de professionelle som oftest benytter museumsansatte og trænede formidlere til at fortolke deres del af historien, benytter andre museer og historiske steder grupper, der udfører living history med stor autenticitet til at udføre det samme opgaver som de professionelle. Disse arrangementer indholder ikke nødvendigvis genopførslen af slag, men sigter på at vise hverdagslivet og livsstilen for menneskene i den tid. Ofte med både militære og civile. Nogle gange er historiefortælling eller indøvede sketcher en del af formidlingen og forklarer hverdagslivet eller den militære aktivitet for publikum. Mere almindeligt er det med demonstration af håndværk og madlavning, sange og fritidsaktiviteter. Kamptræning og dueller kan også mødes nogle steder, når større kampdemonstrationer ikke er en del af arrangementet.
I USA er National Park Services politik på området at man "ikke tillader for krigsreenactment (simuleret kamp med to linjer og faldne) på NPS's områder. Der er undtagelser som Saylors Creek, Gettysburg. Disse er MEGET kontrollerede med bestemt sikkerhedsprocedurer samt historiske sandheder".
I Tyskland er middelalderreenactment normalt associeret med living history og middelaldermarkeder og festivaler, som findes i talrige byer landet over, heriblandt Peter und Paul festivalen i Bretten. Landshut Wedding eller Schloss Kaltenberg ridderturneringen. Størstedelen af kampgrupperne er slagsmarksgrupper, hvoraf nogle er blevet meget isolerede, fordi de har et stærkt fokus på autenticitet.
Arrangementer med den professionelle reenactmentgruppe Ulfhednar har ført til kontroverser i tysk arkæologi. Den tysk-polske living history-gruppe blev støttet af store museer og forskere, og fra 2000 har den sat et stort aftryk på offentlighedens billede af landets tidlige historie. Blandt andre har en avis under overskriften Under the crocheted Swastika, Germanic Living History and rightwing affects startet en disput i 2009. I det kommunistiske DDR var der problemer med at acceptere "indianistiske" living history reenactorer, der er en udbredt type i Østtyskland, og som er blevet overvåget af efterretningstjensten.
Denne form for 'second hand' living history samt dele af Vetstysk folketradition forsøger at få høj aunteticitet.

## Aktiviteter
Aktiviteterne i living history kan være begrænset til at bære perioderigtige dragter og måske forklare relevant historisk information eller i rolle (også kaldet førstepersons fortolkning) eller ude af rolle (også kaldet tredjepersons fortolkning). Mens mange museer tillader at deres ansatte bevæger sig ud og ind af rolle for at svare på publikums spørgsmål, opfordrer nogle steder deres ansatte til helt at blive i rollen. Et eksempel er Middelaldercentret ved Nykøbing Falster, hvor de ansatte "lever" i middelalderen, og ikke kender til moderne begreber og ting som mobiltelefoner og fjernsyn.
Living history portrætteringer involverer ofte hverdagsaktiviteter som madlavning, rengøring, lægebehandling eller særlige håndværk. Afhængigt af hvilken historiske tidsperiode, der bliver vist, kan de vise spinding, vævning, brikvævning, syning, naturfarvning, rebslagning, læderarbejde, skofremstilling, metalarbejde (ofte smedning), glaspustning, træsmedning eller andre håndværk. Der bliver ofte brugt tid på at forske i forskellige autentiske teknikker, og værktøjet, der benyttes, kan være kopier af genstande fra perioden, og genstandene, der bliver fremstillet, vil ligeledes ofte være replikaer.

## Præsentation
Reenactmentgrupper forsøger ofte at organisere en egentlig lejr eller udstillet et område ved et event og have et separat område til kampaktiviteter. Mens nogle af disse arrangementer bliver udført i roller fra hverdagslivet, bliver andre specifikt organiseret for at informere offentligheden: håndværk eller andre hverdagsaktiviteter, som er nemme og interessante at se, og kan blive forklaret ud fra rollen som "spilles". I 1990'erne begyndte nogle reenactmentgrupper, særlig inden for den amerikanske borgerkrig, at bruger denne form for formidling.[kilde mangler]

## Living history i uddannelse
Som David Thelen har skrevet, så møder mange amerikanere fortiden i deres hverdag, men ser samtidig på den med mistillid og distancerer sig fra den, når de møder den (ofte i skolen). Living history kan bruges som et værktøj til at lave en bro fra skolen og hverdagen til at uddanne folk i historiske emner. Living history har ikke alene som mål at fortælle om historiske fakta, men også at give publikum en ide om andre måder at leve på, ved at genskabe det så korrekt som muligt.
Mange faktorer bidrager til at skabe en stemning, hvor besøgende ved living history tager aktiv del i formidlingen og deres historiske uddannelse. To af de vigtigste er deres kultur og den historiske formidler. Kulturen består både i tid og sted, som bliver formidlet og fungerer som et afsæt for samtaler til uddannelse. Formidlerne er individuelle personer, som portræterer historiske personer, og det er dem, der sørger for at videreformidle den historiske viden på en interessant måde for publikum, så de tager del i living history.
Enkeltpersoner kan deltage i living historie som en del af oplevelsesabaseret læring, hvor de personligt lærer om forskellige historiske ting, frem for at læse om det, eller høre om det. Living history kan også bruge som supplement og udvidet form for undervisning. Samarbejde mellem historikere, som arbejder med living historie, og lærere kan skabe stor interesse for historie på flere klassetrin. Mange museer har åbenlyst dette som mission, som f.eks. Colonial Williamsburg hvis motto er "At fremtiden må lære af fortiden".